# فوبوس (في الأساطير)
إن كلمة فوبوس (باللغة اليونانية القديمة Φόβος، وتعني «الخوف») هي تجسيد الخوف والهلع في الأساطير اليونانية. كان فوبوس ابن آريس وأفروديت، والأخ التوأم لديموس. لا يلعب دورًا محوريًا في الأساطير بعيدًا عن كونه رفيق والده.
في الأساطير اليونانية الكلاسيكية، يتواجد فوبوس كإله وكتجسيد للخوف الناتج عن الحرب. أما في الأساطير الرومانية، فيُطلق عليه أيضًا بافور أو تيرور.

## الأساطير
كان فوبوس ابن آريس وأفروديت  ويظهر بشكل رئيسي في دور مساعد لوالده ويسبب الفوضى في المعركة.  ] ففي الإلياذة، رافق فوبوس والده في المعركة بجانب الإلهة إيريس (الفتنة) وشقيقه التوأم ديموس (الإرهاب). أما في قصة «درع هرقل» لهسيود، فقد رافق فوبوس وديموس آريس إلى المعركة وأخرجوه من الميدان بمجرد إصابته على يد هرقل.بينما في قصة «ديونيزياكا» لنونوس، سلح زيوس فوبوس بالبرق وديموس بالرعد لتخويف تايفون. وفي وقت لاحق، قاد فوبوس وديموس عربات آريس لمحاربة الإله ديونيسوس أثناء حربه ضد الهنود.
في كتاب «السبعة ضد طيبة» لإسخيلوس، ذبح المحاربون السبعة ثورًا على درع أسود ثم «... لمسوا أشلاء الثور بأيديهم وأقسموا بآريس وإينو وروت [فوبوس]». وفقًا لستيسيكوروس، كان كيكنوس ابن آريس «... يقطع رؤوس الغرباء المارين لبناء معبد لفوبوس (الخوف) من الجماجم.» 

## التصوير
يصور هسيود فوبوس على درع هرقل بأنه «... ينظر إلى الوراء بعينين متوهجتين بالنار، وقمه مليئًا بالأسنان المصطفة في صف أبيض، وشكله مرعب ومخيف...» 
غالبًا ما يتم تصوير فوبوس على أنه ذو رأس أسد أو شبيه برأس أسد. ويمكن رؤية هذا في عمل «وصف اليونان» لبوسانياس: «يظهر على درع أجامنون شكل فوبوس، الذي رأسه رأس أسد..».

## العبادة
ييشير بلوتارخ إلى ضريح لفوبوس في إسبرطة، بالإضافة إلى الأضرحة المخصصة للموت (ثاناتوس) والضحك (جيلوس)، وادعى أن الإسبرطيين كرموا الخوف باعتباره قوة إيجابية حافظت على تماسك الدولة  لاحظ بوسانياس، الذي كتب أعماله خلال فترة الإمبراطورية الروماني، أن المعبد المخصص لفوبوس كان يقع خارج المدينة. 

## الإلياذة
ذكر هوميروس وجود فوبوس وديموس في العديد من المقاطع الموجودة في الإلياذة. بعض المراجع هي:
إلياذة هوميروس، الأبيات 11.36وما يليها: "[درع أجاممنون:] وحمل الدرع القوي المفصّل الذي يغطي جسم الإنسان، كان درعًا عظيمًا، وكان عليه عشر دوائر من البرونز، وحولها عشرين مقبض من الصفيح، شاحب اللمعان، وفي المنتصف يوجد مقبض آخر من الكوبالت الداكن. وفي وسط كل ذلك، كان وجه وجه غورغو (الجرجوانة) ذات العينين المربعتين، ومنقوشًا عليه ديموس (الهلع) وفوبوس (الخوف).
إلياذة هوميروس، الأبيات 15.119: «تحدث آريس وأمر ديموس (الهلع) وفوبوس (الخوف) بوضع السِرح على أحصنته، وارتدى آريس درعه اللامع». 

## المرجع التاريخي
وفقًا لبلوتارخ، قدم الإسكندر الأكبر تضحيات إلى فوبوس عشية معركة غوغميلا (طالبًا على الأرجح أن يملأ الخوف قلب داريوس). واعتقدت ماري رينو أن هذا جزء من حملة الإسكندر للحرب النفسية ضد داريوس الثالث. هرب داريوس من ميدان غوغميلا، مما جعل صلاة الإسكندر لفوبوس تبدو ناجحة كتكتيك.
تم تصوير فوبوس على صندوق سيبسيلوس على درع أجاممنون.

## علم الفلك
في عام 1877، اكتشف عالم الفلك الأمريكي أساف هول قمرين لكوكب المريخ. سمى هول القمرين فوبوس وديموس. وفوبوس هو أكبر القمرين.

## علم النفس
كلمة «فوبيا» مشتقة من فوبوس، (Φόβος)، وتعني الخوف.